# Anachis bacalladoi
Anachis bacalladoi is een slakkensoort uit de familie van de Columbellidae. De wetenschappelijke naam van de soort is voor het eerst geldig gepubliceerd in 2008 door Espinosa, Ortea & Moro.